# Eois olivacea
Eois olivacea là một loài bướm đêm trong họ Geometridae.